# Martin Gritton
Martin Francis Gritton (Glasgow, Escocia, 1 de junio de 1978) es un exfutbolista escocés. Jugó de delantero. 

## Clubes
| Club              | País       | Año       |
| ----------------- | ---------- | --------- |
| Plymouth Argyle   | Inglaterra | 1998-2001 |
| Yeovil Town       | Inglaterra | 2001      |
| Plymouth Argyle   | Inglaterra | 2001      |
| Shelbourne FC     | Irlanda    | 2001-2002 |
| Torquay United    | Inglaterra | 2002-2004 |
| Grimsby Town      | Inglaterra | 2004-2006 |
| Lincoln City      | Inglaterra | 2006-2007 |
| Mansfield Town    | Inglaterra | 2007      |
| Lincoln City      | Inglaterra | 2007      |
| Macclesfield Town | Inglaterra | 2007-2009 |
| Chesterfield FC   | Inglaterra | 2009-2010 |
| Torquay United    | Inglaterra | 2010      |
| Chester FC        | Inglaterra | 2011      |
| Yeovil Town       | Inglaterra | 2011      |
| Stockport County  | Inglaterra | 2011-2012 |
| Truro City        | Inglaterra | 2012      |